# Каролина фон Щолберг-Гедерн (1732–1796)
Каролина фон Щолберг-Гедерн (на немски: Karoline fon Stolberg-Gedern; * 27 юни 1732 в Гедерн; † 28 май 1796 в Лангенбург) е принцеса от Щолберг-Гедерн и чрез женитба принцеса и втората княгиня на Хоенлое-Лангенбург (1761 – 1789).
Тя е дъщеря на княз Фридрих Карл фон Щолберг-Гедерн (1693 – 1767) и графиня Луиза Хенриета фон Насау-Саарбрюкен (1705 – 1766), дъщеря на граф Лудвиг Крафт фон Насау-Саарбрюкен и графиня Филипина Хенриета фон Хоенлое-Лангенбург.
Каролина фон Щолберг-Гедерн умира на 28 май 1796 г. в Лангенбургт на 63 години. Тя е баба чрез дъщеря си Луиза Елеонора на великобританския крал Вилхелм IV (1765 – 1837).

## Фамилия
Каролина се омъжва на 13 април 1761 г. в Гедерн за първия си братовчед Христиан Албрехт Лудвиг фон Хоенлое-Лангенбург (* 27 март 1726; † 4 юли 1789), най-възрастният син на княз Лудвиг фон Хоенлое-Лангенбург (1696 – 1765) и съпругата му графиня Елеанора фон Насау-Саарбрюкен (1707 – 1769). Те имат децата:
- Карл Лудвиг (1762 – 1825), 3. княз на Хоенлое-Лангенбург, женен на 30 януари 1789 г. за графиня Амалия Хенриета Шарлота фон Золмс-Барут (1768 – 1847)
- Луиза Елеонора (1763 – 1837), омъжена на 27 ноември 1782 г. за херцог Георг I Фридрих Карл фон Саксония-Майнинген (1761 – 1803)
- Густав Адолф (1764 – 1796), генерал-лейтенант
- Христиана Каролина (1765 – 1768)
- Лудвиг Вилхелм (1767 – 1768)
- Христиан Август (1768 – 1796)
- Августа Каролина (1769 – 1803)